# Saint Omer (pel·lícula)
Saint Omer: El poble contra Laurence Coly és una pel·lícula de drama legal francesa del 2022 dirigida per Alice Diop i protagonitzada per Kayije Kagame i Guslagie Malanda. És el primer llargmetratge narratiu de Diop després de treballar com a documentalista. A la pel·lícula, Rama (Kagame) és una jove novel·lista embarassada que assisteix al judici de Laurence Coly (Malanda), una dona senegalesa acusada d'haver assassinat la seva filla de quinze mesos deixant-la a una platja i que la marea se l'emportés, per tal de convertir el tràgic fet en un relat literari de Medea. Es basa en el cas judicial francès del 2016 de Fabienne Kabou, que va ser condemnada pel mateix delicte. Diop va assistir al judici de Kabou. S'ha doblat i subtitulat al català.
La pel·lícula es va estrenar en competició al 79è Festival Internacional de Cinema de Venècia el 7 de setembre de 2022, on va guanyar el premi del Gran Jurat del Lleó de Plata juntament amb el premi Lleó del Futur Luigi De Laurentiis. Es van realitzar projeccions addicionals al Festival Internacional de Cinema de Toronto de 2022 i al Festival de Cinema de Nova York de 2022 abans de l'estrena a les sales a França el 23 de novembre de 2022. La pel·lícula va ser seleccionada com a candidatura francesa per a la millor pel·lícula internacional als 95ns Premis Oscar, i va ser la llista final de desembre.

## Repartiment
- Kayije Kagame com a Rama
- Guslagie Malanda com a Laurence Coly
- Valérie Dréville com el jutge
- Aurélia Petit com a advocada de defensa Vaudenay
- Xavier Maly com a Luc Dumontet, parella de Coly
- Robert Canterella com a advocat
- Salimata Kamate com a Odile Diata
- Thomas de Pourquery com a Adrian, el company de la Rama
- Salih Sigirci com a Salih
- Fatih Sahin com a Fatih
- Atillahan Karagedik com a Jackson
- Ege Güner com a Ege Güner
- Mustili com a Mustafa
- Lionel Top com a periodista